# Diamantenfieber oder Kauf dir einen bunten Luftballon
Diamantenfieber oder Kauf dir einen bunten Luftballon ist ein österreichischer No-Budget-Spielfilm aus dem Jahr 2012 von Peter Kern mit Johannes Nussbaum, Anna Posch und Josef Hader in den Hauptrollen. Die Kinopremiere erfolgte am 3. November 2012 im Rahmen der Viennale.

## Handlung
Der 15-jährige Hans ist nach dem Tod seiner Eltern ganz auf sich alleine gestellt und muss für seine 4 Brüder und seine Großmutter sorgen. Da er sich vom schnellen, großen Geld im Diamantengeschäft die Lösung seiner Probleme verspricht, beginnt er den Kurier für seinen kriminellen Onkel Fritz zu spielen. Dieser verscherbelt gefälschte Diamanten an wohlhabende Kunden und das Geschäft floriert. Im Zuge der Botengänge lernt Hans die junge Melanie kennen, die von ihren vermögenden Eltern im goldenen Käfig gehalten wird. Zwischen den beiden beginnt es zu knistern.

## Kritiken
„Peter Kern hat mit Diamantenfieber einen kleinen Film geliefert, der auf verschiedenen Ebenen funktioniert: als Komödie, als Krimiparodie und sogar als Kinderfilm. Mit Wien als Kulisse und dem allseits beliebten Josef Hader in einer gar nicht großen, aber eindringlichen Rolle, verrät diese jüngste Arbeit des Multitalents (…) nur durch kleine Einschübe und ‚Beiseites‘ die Vorliebe Kerns für Trash und das Schräge. Nicht zuletzt bezaubert Diamantenfieber durch seine beiden jugendlichen Darsteller Anna Posch und Johannes Nussbaum.“

„Der (…) Hauch von Naivität ist trotz aller immer wieder durchbrechenden bitteren Aggression für Diamantenfieber prägend. Budgetär bedingte Unzulänglichkeiten wirken so mit einem Mal charmant, machen den Regisseur zum Realisator eines ruppigen Abenteuerspiels, dessen einzige Regel besagt, dass es ein Happy End geben muss.“

## Statement des Regisseurs
„Unsere Geschichte zeigt keinen Mord und es wird auch niemand sterben. Im Zentrum unseres Films steht die Suche nach Leben und Liebe. Das Zwischenmenschliche steht im Vordergrund. Reich und Arm treffen hier zwar zusammen, aber unser Thema ist mehr ein Robin Hood Stoff, als eine soziale Studie über eine verlorene Jugend.“